# Asvarken
Een asvarken is een veger waarmee in de jaren vijftig en zestig in de tuinbouw de as uit de vlampijpen van de verwarmingsketels werd opgeveegd. De as was afkomstig van de toen veelgebruikte zware stookolie. De borstel is gemaakt van varkenshaar.